# Eusebio Guilarte Vera
Eusebio Guilarte Vera (La Paz, 15 de outubro de 1805 — Cobija, 11 de junho de 1849) foi um político boliviano e presidente de seu país entre 23 de Dezembro de 1847 e 2 de janeiro de 1848.